# Teilo di Llandaff
Teilo o Teliavo (... – VI secolo) è stato uno dei leader della cristianità celtica, all'interno della Chiesa gallese. È venerato come santo dalla Chiesa cattolica.

## Biografia e culto
Non si conoscono né la data di nascita né quella di morte. Fu contemporaneo di san David, con il quale è probabile che intraprese un pellegrinaggio a Gerusalemme.
Si pensa che Teilo sia stato vescovo della cattedrale di San David, perché recenti restauri hanno portato alla luce delle antiche ossa, che si crede siano sue, anche se la datazione scientifica prova diversamente.
Come molti dei santi gallesi di questo periodo fu un leader monastico e fondatore di un monastero a Llandeilo, nel Carmarthenshire. Molti altri posti portano il suo nome e si ritiene anche che abbia predicato o insegnato in Britannia.
È venerato tra i santi patroni della cattedrale di Llandaff, della cui diocesi fu il secondo vescovo, e si pensa anche che abbia fondato il primo monastero a Llandaff.